# Iż-Żurrieq
Iż-Żurrieq (engelska: Żurrieq) är en ort och en kommun i republiken Malta. Den ligger i den södra delen av landet, 9 kilometer söder om huvudstaden Valletta. 
Följande samhällen finns i kommunen:
- Iż-Żurrieq
- Bubaqra (sammanvuxet med Iż-Żurrieq)